# Sáfránytukán
A sáfránytukán (Pteroglossus bailloni) a madarak (Aves) osztályának harkályalakúak (Piciformes) rendjébe, ezen belül a tukánfélék (Ramphastidae) családjába tartozó faj.
A sáfránytukán, korábban a monotipikus Baillonius nembe tartozott, Baillonius bailloni név alatt, azonban 2004-ben Kimura és társai bebizonyították, hogy valójában egy arasszárifaj. A tudományos fajnevét Louis Antoine François Baillon francia természettudósról kapta.

## Előfordulása
Argentína északi, Brazília déli és Paraguay keleti területein honos. Síkvidéki és hegyi erdők lakója.

## Megjelenése
Testhossza 35-40 centiméter.
|  |